# Лазар Радков
Лазар Радков е български доброволец, фитнес инструктор и парамедик, основател на фондация „Лазар Радков“, на инициативите „Капачки за бъдеще“ и „Спасителни клубове за бъдеще“.

## Биография
Роден е през 1983 г. в Пловдив, родителите му са фотографи. Баща му има три фотостудиа – в Пловдив, Кричим и Пещера. На 16-годишна възраст, още като ученик в езиковата гимназия, започва да работи в студиото на баща си в Пловдив. През 2002 г. отива в Хамбург да следва инженерна наука. Разбира, че това не е неговото призвание и записва наука за храненето. Завършва курсове за парамедик и работи като доброволец в екипите на Спешна помощ. През 2007 г. се завръща в България и се установява в София. Основава собствена компания за фитнес и здравословно хранене „Лив ту лифт“ (на английски: Live to lift). Написва и издава книгата „Яж шоколад и отслабвай“.

## Доброволческа дейност
По време на тренировките по фитнес Радков и неговите ученици и колеги използват много пластмасови бутилки. Идеи за събиране и рециклиране на капачки за бутилки има в много европейски държави, включително и в България: „Капачки в действие“ и Bulgaria Cap Project. През 2017 г. Bulgaria Cap Project преустановява дейността си. Тогава Лазар и групата трениращи с него решават сами да организират събитие за събиране на капачки. Обръщат се към Столична община с молба да открият пункт за събиране. Мартина Йорданова намира рециклатор, който да извози и изкупи събраните капачки. Събират 8,5 тона капачки, които са изкупени за малко над 3000 лева. По време на събитието получават и финансови дарения, които почти удвояват получената от предадените капачки сума. Със събраните средства закупуват първия кувьоз за болницата в Червен бряг.
През 2021 г. Лазар Радков се ангажира с развитието на „Доброволните спасителни формирования за реакция при пожари, бедствия и аварии“, които функционират под ръководството и за защита на общините в България. Неговата фондация организира и финансира „Спасителни клубове за бъдеще“ в София, Стара Загора, Пловдив, Варна, Карлово и Хасково.
В началото на 2023 г. Лазар Радков заедно с други доброволци от България изминава близо 5000 км, за да достави 70 преносими електрически генератори на болници, училища, детски градини, домове за възрастни и центрове за настаняване на пострадали от Войната в Украйна. На 20 януари попадат под минометен обстрел, при който загива един от участниците в групата – Саша Андреев.